# SS Centauri
SS Centauri (SS Cen / HD 114720 / CPD-63 2632) es una estrella binaria de magnitud aparente +9,4.
Encuadrada en la constelación de Centauro, visualmente se localiza al norte de θ Muscae y al oeste de m Centauri.
La distancia a la que se encuentra no es bien conocida —su paralaje no fue medida por el satélite Hipparcos—, estimándose en 500 pársecs (1630 años luz).
SS Centauri es una binaria cercana «semidesprendida» así como una binaria eclipsante, semejante a Algol (β Persei) o a λ Tauri.
Su período orbital es de 2,4787 días y el plano orbital está inclinado 85° respecto al plano del cielo.
La componente principal de SS Centauri es una estrella blanco-azulada de la secuencia principal de tipo espectral B8V.
44 veces más luminosa que el Sol, contribuye con el 83% a la luminosidad total del sistema.
Tiene una masa de 4 masas solares y un radio 2,3 veces más grande que el del Sol.
La naturaleza de la componente secundaria no es bien conocida, y se la ha asignado desde tipo F2 hasta G8IV.
Su luminosidad es 4,8 veces superior a la luminosidad solar.
Con aproximadamente la misma masa que el Sol, su radio es 3,58 veces más grande que el radio solar.
Durante el eclipse principal —cuanda la estrella más fría intercepta la luz de la estrella blanca-azulada— el brillo del sistema disminuye 1,60 magnitudes mientras que en el secundario el descenso del brillo es de solo 0,10 magnitudes.